# Tamás Decsi
Tamás Decsi   (Kazincbarcika, 15 d'octubre de 1982) és un esportista hongarès que competeix en esgrima, especialista en la modalitat de sabre.
Va participar en tres Jocs Olímpics d'Estiu, entre els anys 2008 i 2020, i hi va obtenir una medalla de bronze a Tòquio 2020, en la prova per equips (juntament amb Csanád Gémesi, András Szatmári i Áron Szilágyi), i el setè lloc a Pequín 2008, en la mateixa prova.Fitxa a olympedia
Va guanyar deu medalles en el Campionat del Món d'esgrima entre els anys 2007 i 2023, i vuit medalles en el Campionat d'Europa d'esgrima entre els anys 2002 i 2023.

## Palmarès internacional
| Jocs Olímpics      | Jocs Olímpics             | Jocs Olímpics | Jocs Olímpics    |
| Any                | Lloc                      | Medalla       | Prova            |
| ------------------ | ------------------------- | ------------- | ---------------- |
| 2020               | Tòquio ( Japó)            | 3             | Sabre per equips |
| Campionat del món  |                           |               |                  |
| Any                | Lloc                      | Medalla       | Prova            |
| 2007               | Sant Petersburg ( Rússia) | 1             | Sabre per equips |
| 2009               | Antalya ( Turquia)        | 3             | Sabre individual |
| 2009               | Antalya ( Turquia)        | 3             | Sabre per equips |
| 2014               | Kazan ( Rússia)           | 3             | Sabre per equips |
| 2016               | Rio de Janeiro ( Brasil)  | 2             | Sabre per equips |
| 2017               | Leipzig ( Alemanya)       | 2             | Sabre per equips |
| 2018               | Wuxi ( R.P. de la Xina)   | 3             | Sabre per equips |
| 2019               | Budapest ( Hongria)       | 2             | Sabre per equips |
| 2022               | El Caire ( Egipte)        | 2             | Sabre per equips |
| 2023               | Milà ( Itàlia)            | 1             | Sabre per equips |
| Campionat d'Europa |                           |               |                  |
| Any                | Lloc                      | Medalla       | Prova            |
| 2002               | Moscou ( Rússia)          | 3             | Sabre per equips |
| 2006               | Esmirna ( Turquia)        | 2             | Sabre per equips |
| 2015               | Montreux ( Suïssa)        | 3             | Sabre per equips |
| 2017               | Tbilisi ( Geòrgia)        | 3             | Sabre per equips |
| 2018               | Novi Sad ( Sèrbia)        | 1             | Sabre per equips |
| 2019               | Düsseldorf ( Alemanya)    | 2             | Sabre per equips |
| 2022               | Antalya ( Turquia)        | 1             | Sabre per equips |
| 2023               | Cracòvia ( Polònia)       | 1             | Sabre per equips |